# Ambassade de Guinée en Chine
L'ambassade de Guinée en Chine est la principale représentation diplomatique de la république de Guinée en république populaire de Chine. Il sert également d'ambassade non résidente en Viêt Nam, Cambodge, Laos, et Corée du Nord,.
Elle est installée sur la sixième rue ouest de Sanlitun, 100027 Pékin,  dans la capitale.

## Histoire
Les relations diplomatiques ont été établies le 4 octobre 1959. Une ambassade guinéenne a été créée à Pékin en 1961.

### Historique des ambassades
| N° | Nom et prénom | titre de fonction   | Debut            | Fin              |
| -- | ------------- | ------------------- | ---------------- | ---------------- |
| 01 | Aminata Koita | Chargé des affaires | 9 février 2022   | 14 novembre 2022 |
| 02 | Aminata Koita | ambassadeur         | 14 novembre 2022 | En cours         |